# Velký seminář (Nitra)
Velký seminář v Nitře tvoří architektonickou dominantu Pribinova náměstí. Budova je ve vlastnictví nitranského biskupství a slouží svému původnímu účelu - je sídlem Kněžského semináře sv. Gorazda v Nitře a teologického institutu při Kněžském semináři sv. Gorazda (součást RKCMBF UK v Bratislavě) jakož i Diecézní knihovny.

## Historie a architektura
Biskup Ján Gustíni-Zubrohlavský dal postavit současnou budovu na místě Almássyho domu, ve kterém jeho předchůdce biskup Ladislav Erdődy umístil seminář v roce 1715. První část, křídlo obrácené do náměstí, se budovala v letech 1768–1770. Zdobená je rokokovými a pozdějšími neoklasicistními prvky. V roce 1779 byl přistavěn západní a východní trakt. Křídlem Diecézní knihovny s klasicistním portálem byl komplex v roce 1877 uzavřen. V roce 1982 byla nahrazena původní dřevěná vrata dvoukřídlou bronzovou branou, kterou zdobí reliéfy postav osobností Nitranského knížectví a Velké Moravy. Autorkou vstupní brány semináře je akademická sochařka Ľudmila Cvengrošová.
Mezi zajímavé a cenné místnosti interiéru semináře patří dvě kaple. První je obrácená k náměstí a je bohatě zdobená freskami. Nachází se zde i oltářní obraz sv. Ladislava. V zadním traktu se nachází druhá kaple se zlatým kazetovým stropem. Kaple je uměle osvětlena lustrem z vrstveného skla a mosazi, který byl vyhotoven podle vzoru slovanské náušnice.
V roce 1792 byla v semináři založena pobočka bernolákovského Slovenského učeného tovarišstva. Šlo o první celoslovenskou instituci knižní kultury zřízenou na vydávání, propagaci a prodej slovenských knih. Toto období připomíná pamětní tabule na budově semináře.
V období let 1962–1990 bylo v budově Velkého semináře umístěny Nitrianske vlastivědné muzeum.